# ستيفن بيتس
ستيفن بيتس (بالإنجليزية: Steven Bates)‏ هو لاعب اتحاد الرغبي نيوزيلندي، ولد في 16 يناير 1980 في أوكلاند في نيوزيلندا.

## وصلات خارجية
- ستيفن بيتس عل موقع إسبنسكروم (الإنجليزية)